# Empire: Total War
Empire: Total War — компьютерная игра в жанре пошаговой стратегии и военной тактики, разработанная компанией The Creative Assembly. Пятая игра в серии Total War, посвящена периоду нового времени в XVIII веке.

## Обзор
Игровой процесс традиционен для игр серии Total War представляет собой смесь пошаговой стратегии и тактики в реальном времени. Управление государством (в терминологии Total War — «фракции») происходит на стратегической карте в пошаговом режиме. Игра начинается в 1700 году и заканчивается в 1799 году (но будет предоставляться возможность играть далее), один ход равен половине года. Битвы происходят в реальном времени на тактической карте. Имеется возможность провести битву в автоматическом режиме, не загружая тактическую карту.
Игра описывает период ожесточённого империализма, колонизации, исследования мира и далёких войн. Игра охватывает практически весь XVIII век, а игроку даётся задача управления одной фракцией для доминирования над Европой, Северной Африкой, Америкой, Ближним Востоком и Индией. Впервые в серии игрок может лично принять участие в морских боях.
Хотя более 50 фракций примут участие в игре, лишь некоторые из них будут доступными для игрока. Большая часть фракций доступны изначально, другие (например: США, Франции, Швеция и другие) могут возникнуть в процессе игры.
Остальные фракции являются, в основном, второстепенными державами, в том числе протекторатом метрополий, отделившимися и малыми государствами (включая менее могущественные германские и итальянские державы, индейские племена и североафриканские страны). Они варьируются по размеру территорий от могущественной Империи великих моголов до Ордена Святого Иоанна, чья территория включает лишь остров Мальта. Не все державы присутствуют в игре изначально. Например, Афганистан поначалу является территорией Персии. Если уничтожить персов, захватив их столицу, то афганцы попросят освободителя признать их статус независимого государства. Также, отдалённые колонии (в Америке, либо в Индии) могут восстать против метрополии и основать собственное государство.
Кроме основных трёх частей света (Европа, Северная Америка и Индия), в игре также присутствует четыре так называемых торговых региона: Ост-Индия, Берег Слоновой Кости, Мадагаскарские проливы и Бразильское побережье. Эти регионы не могут быть заселены или захвачены. Вместо этого, государства посылают туда торговые корабли, которые приносят прибыль по прибытии. Эти корабли имеют довольно незначительное вооружение (за исключением испанских галеонов) и их необходимо охранять от нападения конкурирующих держав, желающих монополизировать торговлю в том или ином регионе, и пиратов.
Также, правительство фракции игрока может измениться во время кампании, так как в то время происходил рост демократических взглядов. Например, США могут появиться только если правители этой территории не смогут поддерживать общественный порядок. Другим примером является Французская революция, которая случится только если французский народ станет неудовлетворённым своим правителем (подобная революция может случиться у любой фракции). У каждой играемой фракции будут свои цели в игре, включая основание успешных колоний, торговых путей и доминирование определёнными регионами.
В каждой провинции существует три типа населения: дворянство, буржуазия и беднота, но в каждом правительственном строе имеют значение лишь два. Буржуазия не присутствует в абсолютной монархии, беднота — в конституционной монархии, а дворяне — в республике. Для изменения государственного строя, необходимо восстание в столичной провинции (в любой другой это всего-лишь местный бунт). В таком случае, игроку предоставляется выбор: стать на сторону революционеров или защищать столицу от мятежников. При успешной революции, правительственный строй меняется в зависимости от предыдущего, а также от класса восставших граждан/подданных. Например, если при абсолютной монархии восстанет беднота, то при их победе восторжествует республика.
У каждого правительственного строя существует ряд преимуществ и недостатков (с точки зрения игрока). При абсолютной монархии, назначение министров является полностью во власти игрока. Также имеет более крупный эффект присутствие военных в городах. Но при этом на бедное население отрицательно влияют здания, обозначающие процесс промышленной революции, а также изучения в области государственных институтов. Конституционная монархия является «золотой серединой» — у игрока всё ещё есть возможность лично выбирать министров, на буржуазию не так сильно влияют промышленные здания и исследования, но уменьшается подавляющий эффект армии на население. При республике, игроку необходимо каждые четыре года проводить выборы. При выборах меняются глава государства и кабинет министров (хотя игрок всё ещё может увольнять отдельных министров, либо провести выборы досрочно). С другой стороны, присутствие промышленных зданий и исследования нисколько не влияют на бедноту (это можно объяснить присутствием профсоюзов и лучшими условиями жизни).
Вот подробная таблица про плюсы и минусы государственных строёв
| Форма правления          | Присутствующие сословия | Уровень счастья сословий | Формирование правительства | Уровень репрессий | Плюсы и минусы |
| ------------------------ | ----------------------- | ------------------------ | --- | ----------------- | --- |
| Абсолютная монархия      | Высшее и Низшее         | дворяне +2, беднота −2   | Наследственные министерские должности;монарх может увольнять любых министров в любом количестве и заменять их кандидатами                                                                  | Высокий           | Возможность привести страну к процветанию беспрепятственно, т. н. «просвещённый абсолютизм» (увольнять непрофессиональных и коррумпированных министров). Также хорошо подходит для агрессивной экспансии. Однако медленно развиваются научно-техническое направление и экономика. Действие на страну всех положительных и отрицательных свойств характера монарха и его свиты удваивается.                                                                             |
| Конституционная монархия | Высшее и Среднее        | дворяне +1, буржуазия +1 | Выборы каждые 10 ходов (5 лет); в случае победы оппозиция становится министрами; выборы можно проводить досрочно, монарх может менять министров по одному за ход (на случайных кандидатов) | Средний           | Совмещает плюсы и минусы других строёв, правда в ослабленном виде. |
| Республика               | Среднее и Низшее        | буржуазия +1, беднота +3 | Выборы каждые 8 ходов (4 года);можно проводить досрочно; президент может менять министров по одному за ход; президент и министры не могут оставаться на должности дольше 2х сроков подряд  | Низкий            | Народ счастлив, проблем с бунтами не будет (за исключением только что завоёванных провинций или исповедующих другую религию). Быстрое научно-техническое развитие (свобода мысли) и сильная экономика (свободное предпринимательство). Однако из-за крайне низкого уровня репрессий сложно вести завоевательные войны. Присутствует баг, из-за которого параметр «требование реформ» в графе «недовольство» остаётся даже в республике (хотя и значительно снижается). |

### Кампания
Карта кампании теперь не ограничена одной Европой и Ближним Востоком. Она будет охватывать также территории Америки, Африки и Индии.
Форма правления также является выбором игрока: абсолютная монархия, конституционная монархия и республика. В игре также присутствует множество исторических личностей, включая Петра I, Джорджа Вашингтона, Георга II и Карла XII. При восстаниях у игрока появится выбор: либо принудить население к порядку силой армии, либо успокоить подданных, сменив государственный строй. Игрок также имеет право увольнять некомпетентных членов администрации. В этом случае эти посты пополняются случайным образом из рядов оппозиции. Существует возможность назначить понравившегося члена оппозиции на определённую должность, для этого достаточно перетащить мышкой иконку с его портретом на место увольняемого члена администрации. Кроме того, при республике, через каждые 8 ходов автоматически происходят выборы, игрок может провести выборы досрочно для успокоения народа (игрок остаётся правителем при любом исходе).
Впервые в истории серии в «Empire» присутствует возможность изучать новые технологии, а также улучшать существующие здания. Прохождение кампании основано прежде всего на развитии технологий. Развитие технологий не будет линейным — исследованию будут подлежать армия, экономика, государственные институты. Также, каждый регион может заниматься своими исследованиями, но количество возможных технологий ограничено зданиями в этом регионе.
Основное нововведение — координация тактического и стратегического искусственного интеллекта. Все битвы на карте сражений учитывают глобальную стратегию. Отступление для перегруппировки, заманивание в засады — разработчики постарались максимально приблизить действия компьютерного противника на поле боя к поведению человека. Тактическое нововведение: компьютер не только отвечает на ход игрока, но и своими действиями провоцирует его на совершение критической ошибки.
В отличие от предыдущих игр серии, провинции более не будут полностью централизованными в городах. Хотя город всё ещё является центром провинции, существуют и другие строения, которые занимаются торговлей и набором войск. Это позволяет врагу нарушать эффективность провинции не нападая на поселение. Вместо послов, торговцев, священнослужителей, шпионов и убийц из предыдущих игр, «Empire: Total War» имеет лишь три вида небоевых единиц: священники (различаются в зависимости от веры нации), джентльмены (в русской локализации дворяне) и негодяи (англ. rakes)(в русской локализации диверсанты). Джентльмены занимаются внедрением и могут вызывать других персонажей на дуэль для удаления персонажа с честью, а негодяи занимаются тайными делами, такими как шпионаж, убийство и грабёж. Религия уже не играет такую важную роль как в «Medieval II», хотя всё ещё выделяются основные верования: католицизм, православие, протестантизм, ислам, индуизм и анимизм (это основные в игре, хотя также существуют буддизм и сикхизм, которые имеют некоторое количество последователей в Индии, но не являются официальной религией какого-либо государства (однако сикхизм может стать официальной религией Пенджаба при обретении оным независимости)). Кроме того, этих персонажей нельзя нанимать или тренировать. Они сами присоединяются к игроку случайным образом. Эти шансы можно увеличить присутствием определённых зданий. Присутствие джентльмена в учебном учреждении увеличивает скорость научных исследований этого здания. Следует заметить что в восточных странах (включая Государство Маратхов и Османскую империю) джентльменов заменяют мудрецы, которые не могут вызывать других персонажей на дуэль. Государства Индии взамен негодяев пользуются услугами тугов.
Наём войск отличается от системы предыдущих игр серии, где войска нанимались в поселениях и затем переводились в армию генерала. В «Empire», генерал может лично нанимать войска из поселений (подобно системе наёмников в «Rome» и «Medieval II»), хотя войскам всё равно необходимо время для путешествия к генералу. Кроме того, возможность «традиционного» найма войск сохранена, также генералов можно нанимать неограниченное количество, в отличие от предыдущих частей где генералами были лишь члены королевской семьи.
По мере роста населения в провинции небольшие деревни становятся городками (столица региона не растёт), которые затем можно специализировать в один из четырёх типов: научный, религиозный, развлекательный и промышленный. Рыбацкие деревни можно специализировать в один из трёх видов портового городка: рыбацкий, торговый и военный. Рыбацкие и торговые верфи могут строить только корабли самого низкого класса (галеры, шлюпы и бриги). Следует заметить, что городки и порты имеют реальные названия(однако некоторые города использованные в качестве портов, на тот момент ещё не существовали, так например Североморск обозначен как порт в XVIII веке, когда построен был в конце XIX века и имел другое название), соответствующие их местонахождению в действительности.
Также, члены королевской семьи (если таковая есть у нации) более не являются персонажами на карте. Генералы и адмиралы теперь повышаются из офицеров игроком по мере надобности, но это требует немалых затрат, и слишком частые повышения приводят к упадку качеств генералов/адмиралов.
Кроме общей карты мира, игра также включает в себя сюжетную кампанию под названием «Путь к независимости», где игрок управляет британской колонизацией Америки. В первой части кампании, игрок создаёт и развивает колонию Джеймстаун. Вторая часть сосредоточена на Франко-индейской войне (со стороны британцев). В финальной части кампании, игрок управляет американской Континентальной армией против британцев в Войне за независимость.

### Регионы
В отличие от предыдущих игр серии, где карта кампании была едина, в Empire: Total War она разделена на три региона и четыре торговых района. Регионы: Европа, Индия, Северная и Центральная Америка. Торговые районы: Бразилия, Берег Слоновой Кости, Мадагаскар, Ост-Индия.
Регионы представляют собой, фактически, отдельные карты. Связь между ними осуществляется по морю — для этого на морских окраинах каждого региона имеются специальные области, при заходе в которые флота игрока ему предлагается выбор, в какой регион перейти. Кроме того, из Европы в Индию и наоборот можно перейти по суше, через территорию Персии и Афганистана.
Торговые районы не имеют наземных областей и поселений, но богаты природными ресурсами. В каждом районе имеется пять мест для размещения торговых флотилий. После размещения, игрок получит дополнительный доход в казну.

### Мультиплеер
Впервые в серии Total War разработчики отказались от сервиса GameSpy для многопользовательского режима игры. В Empire: Total War онлайн-соединение происходит через программу Steam. Как и в кампании, в многопользовательском режиме представлены морские и сухопутные битвы.

## Разработка
Игра была анонсирована 22 августа 2007 года на лейпцигской Games Convention. Впервые геймплей игры был представлен на выставке E3, где были продемонстрированы морские сражения. На Games Convention в августе 2008 года разработчики показали сухопутные битвы и сообщили, что игру планируется выпустить 6 февраля 2009 года.
20 февраля 2009 года на сервисе цифровой дистрибуции Steam вышла демоверсия Empire: Total War. В демоверсии игроку доступны две обучающие битвы (наземная и морская), а также два исторических сражения на тактической карте: сражение при Брендивайне 1777 года и морская битва при Лагосе, произошедшая в 1759 году в ходе Семилетней войны. Пошагового режима на стратегической карте в демоверсии не предусмотрено.
В июне 2009 года был выпущен патч 1.3, который добавил к игре дополнительных 14 видов войск с целью разнообразить вид и качества войск между фракциями. Также был выпущен ещё один набор из 14 новых видов войск, на этот раз не бесплатно. Этот набор под названием «Elite Units of the West» включает в себя следующие войска: венгерские гренадеры (Австрия), конная гвардия (Великобритания), швейцарская гвардия (Франция), Синяя гвардия (Республика Соединённых провинций), королевские телохранители (Республика Соединённых провинций), гренадерская гвардия (Речь Посполитая), 2-й гусарский полк (Пруссия), боснийцы (Пруссия), Фрайкор (Пруссия), конная гвардия (Россия), Семёновский лейб-гвардии полк (Россия), Валлонская гвардия (Испания), Легион США (США) и морская пехота США (США).

## Выпуск

### Специальное издание
Кроме стандартной версии игры, Sega также выпускает «Collector’s Edition», в коробке которой будет находиться карта кампании и книга о графике игры. Кроме этого, эта версия игры также предоставляет игрокам 6 дополнительных видов войск:
- «HMS Victory» — мощнейший корабль Королевского флота и флагман адмирала Нельсона.
- Рейнджеры Роджерса — элитный пехотный отряд майора Роберта Роджерса, специализирующийся на разведке и операций специального назначения.
- Османское органное орудие — мощное залповое пороховое орудие, предназначенное для поражения огромного количества вражеских солдат.
- Гуркхи — элитные солдаты из Непала. Вооружены кукри.
- Corso Terrestre — партизанский отряд, излюбленной тактикой которого является внезапное нападение из засады.
- Полк Балкели — французский отряд ирландских наёмников.

Данные виды войск доступны игрокам при соблюдении определённых условий.
В России также выходит издание игры под названием «Special Forces Edition» которое включает в себя вышеназванные войска, но не включает артбука.
В случае заказа специального издания через интернет-магазины игрок вместе с выше перечисленными также получает и другие дополнительные виды войск (а при покупке в Steam игрок получает всё):
- Дагомейские амазонки — элитный, исключительно женский отряд Западной Африки (при заказе через Amazon.com)
- USS Constitution — элитный корабль доступный при игре за Соединённые Штаты Америки (при заказе через Play.com)
- Гусары «Мёртвой головы» — элитный гусарский отряд доступный при игре за Пруссию.

### Дополнительный контент
В октябре 2009 года вышло дополнение «The Warpath Campaign» посредством Steam. Он добавил пять индейских наций в список игровых фракций: Конфедерация Ирокезов, Конфедерация Гуронов, Народы Прерий, Народы Пуэбло и Народы Чероки
Новая кампания состоит из более детальной карты Северной Америки, нового года начала Кампании. Также были добавлены новые элитные войска для каждого племени, включая элитных мохокских воинов, шайеннских воинов-псов и следопытов навахо (племя). Шаманы стали индейскими аналогами джентльменов и священников, а следопыты — аналогами диверсантов. У индейцев есть возможность изучить особые племенные технологии, включая Духовную медицину, Зов природы и Путешествия во сне. Следует заметить что тактики индейцев разительно отличаются от европейских. Тогда как европейцы предпочитают воевать «в открытую» с помощью линейной пехоты, тяжёлой кавалерии и артиллерии, индейские войска предназначены для партизанских войн, так как практически все виды войск способны прятаться от врага даже вне густой растительности. При этом, они могут перемещаться шагом и даже (при изучении определённой технологии) стрелять из луков, не выдавая своего местоположения. Это означает что игрокам предстоит забыть методы ведения войны из стандартной кампании. Войска вооружённые огнестрельным оружием, включая примитивные пушки, стоят довольно дорого по-сравнению с войсками вооружёнными луками, топорами и копьями. У индейцев также совершенно отсутствуют военно-морские силы, а это означает что некоторые фракции индейцам невозможно уничтожить за неимением возможности добраться до островов. Кроме играемых индейских фракций, в кампании также присутствует несколько неиграемых государств, включая США, Великобританию, Францию, Испанию и Республику Соединённых Провинций. К сожалению, при захвате европейской провинции, индейцам приходится уничтожать все европейские постройки, так как они не могут ими пользоваться. Исключение составляют городские укрепления, присутствующие в некоторых особо развитых столицах. Однако, ими не рекомендуется пользоваться, так как это отнимает главное преимущество индейцев — внезапность.

## Локализация
- Название области Carolinas, объединяющей территории штатов Северная и Южная Каролина, ошибочно переведено как Каролинские острова[5].
- Тип агентов джентльмен (англ. Gentleman) в русской локализации называется дворянин.
- Тип агентов негодяй (англ. Rake) в русской локализации называется диверсант.
- Тип агентов ассасин (англ. Hashishin) в русской локализации называется гашишин.

## Отзывы и критика
| Сводный рейтинг    | Сводный рейтинг |
| Агрегатор          | Оценка          |
| ------------------ | --------------- |
| GameRankings       | 88,87 %         |
| Metacritic         | 90/100          |
| Иноязычные издания |                 |
| Издание            | Оценка          |
| 1UP.com            | A-              |
| Edge               | 9/10            |
| Eurogamer          | 9/10            |
| Game Informer      | 9,5/10          |
| GamePro            | [ 12 ]          |
| GameRevolution     | B               |
| GameSpot           | 8,5/10          |
| GameSpy            | [ 15 ]          |
| GameTrailers       | 8,6/10          |
| GameZone           | 9/10            |
| IGN                | 9,5/10          |
| PC Gamer (UK)      | 94 %            |

Игра получила всеобщее признание. На сайте-агрегаторе Metacritic средняя оценка игры составляет 90 из 100 на основе 62 обзоров.
Игра победила в номинации «Стратегия года» (2009) журнала «Игромания». Было отмечено, что «никакая другая стратегия так точно не передает дух эпохи».
Empire: Total War получила премию BAFTA в области игр 2010 года в номинации «Strategy».
Загружаемый контент кампания Warpath была раскритикована GameWatcher за то, что она не интегрировалась в оригинальную кампанию и добавила только несколько новых юнитов. Были также высказаны опасения по поводу кривой сложности, хотя рецензент чувствовал, что DLC предоставляет игрокам вызов, играя за технологически отсталые державы Америки против европейских захватчиков.
Летом 2018 года, благодаря уязвимости в защите Steam Web API, стало известно, что точное количество пользователей сервиса Steam, которые играли в игру хотя бы один раз, составляет 3 491 439 человек.